# Panesthia stellata
Panesthia stellata är en kackerlacksart som beskrevs av Henri Saussure 1895. Panesthia stellata ingår i släktet Panesthia och familjen jättekackerlackor. Inga underarter finns listade i Catalogue of Life.